# شورش یو نائوشی
شورش یو نائوشی (به ژاپنی: 世直し一揆) به معنای شورش اصلاح دنیا، شورشی بود که از نیمه دوم دوره ادو تا اوایل دوره میجی در ژاپن رخ داد.
در اواخر دوره ادو به خصوص پس از پایان ساکوکو و بستن قراردادهای آنسی صادرات ابریشم و چای رونق گرفت و قیمت‌ها به شدت افزایش یافت همچنین شوگون سالاری توکوگاوا و فرماندران هان (ژاپن) به دلیل وخامت مالی به افزایش مالیات روی آوردند و زندگی مردم بر اثر آن بسیار سخت شده بود. به خصوص بعد از بونکیو (دوره) ۱۸۶۴ میلادی که اوضاع سیاسی متشنج شد، اربابان فئودال محض احتیاط و آمادگی شروع به ذخیره برنج کردند و حتی اگر محصول خوبی برداشت می‌شد، توزیع برنج انجام نمی‌شد. شورش کینمون در کیوتو در سال اول گنجی (دوره) (۱۸۶۴) این گرایش را دامن زد و همچنین پس از آن آمادگی برای اولین اردوکشی چوشو باعث افزایش قیمت برنج در سراسر کشور شد. بر اثر این موقعیت در شهرهای کشور اوچی‌کواشی (به ویران کردن خانهٔ اشخاصی که به نوعی تقلب و خلاف کرده بودند توسط جمعی معترض، گفته می‌شود) و در مناطق روستایی ایکی (شورش) رخ داد. به خصوص، در طی دومین اردوکشی چوشو در ۱۸۶۶ و در طول جنگ بوشین در (۱۸۶۸) شورش یو نائوشی به اوج خود رسید.
تخریب و عصیان عمدتاً برای بهبود مشکلات زندگی و اعتراض به سیسان مالیات‌گیری و سربازگیری جدید انجام می‌شد و فاقد زمینهٔ ایدئولوژیک و سیاسی بود و در نهایت توسط نیروهای نظامی شوگون‌سالاری، قلمروهای مختلف فئودالی و دولت جدید میجی سرکوب شد.